# Фінта (риба)
Фінта, також пузанок середземноморський, фінта середземноморська (Alosa fallax) — риба родини оселедцеві.

## Ареал
Зустрічається в усіх країнах Середземноморського басейну. Також зустрічається у північно-східній Атлантиці від Британських островів і південної Норвегії до Марокко, Балтійське море включно.

## Біологія та життєвий цикл
За своїм життєвим циклом близький до Alosa alosa, з якою зазвичай разом зустрічається За деякими даними ці два види здатні утворювати гібриди. Як інші представники роду фінта є анадромним видом. Однак, є дані про те, що вони не виходять до моря, що каже про їх високу здатність адаптуватись до середовища.
Основним ареалом для фінти є море, де вона вигодовується, в той час як до річок заходить на нерест, який триває між квітнем та червнем. Статева зрілість наступає на 3-7 році життя. Цьоголітки зазвичай відзначаються у лиманах, солонуватих водах, у червні та липні. Мінералізація солонуватих вод може викликати проблеми для молоді при переході до моря.

## Охорона
На більшій частині ареалу стан природних популяцій виду залишається більш-менш стабільним. Саме тому він, згідно Червоного списку МСОП, отримав охоронну категорію «відносно благополучний вид». Але в окремих регіонах спостерігається тенденція до зниження чисельності популяції виду. Тому пузанок середземноморський занесений до Бернської конвенції (Додаток ІІІ. Види фауни, що підлягають охороні), а також до Директиви Європейського Союзу 92/43/ЄС «Про збереження природних оселищ та видів природної фауни і флори» (Додаток II. Види рослин і тварин, що становлять особливий інтерес для Європейського Союзу, збереження яких потребує створення територій особливої охорони).